# 胡綜
胡綜（183年—243年），字偉則，汝南固始人。三國時東吳官員，擅作辭賦。

## 生平
自幼喪父，母親帶他到江東避難。孫策領會稽太守時（197年），胡綜十四歲，當門下循行，在吳郡與孫權一起讀書。孫策遇刺逝世後，孫權任討虜將軍，任命胡綜為金曹從事，並跟隨討伐江夏太守黃祖，在黄祖败亡后拜鄂（夏口）長。孫權任車騎將軍時，駐京口，徵召胡綜任書部，與是儀和徐詳共掌機密事項。
222年孫權封吳王時，封胡綜為亭侯。223年，東吳將領晉宗叛吳降魏，魏國任命晉宗為蘄春太守，多次侵擾長江邊的城鎮。孫權任命胡綜和賀齊襲擊晉宗，最後生擒晉宗，胡綜加官建武中郎將。225年與周魴討伐作亂的將領彭綺。
229年孫權稱帝後，遷都建業，任命胡綜為侍中，進封都鄉侯，與徐詳兼左右領軍。後來又拜偏將軍，兼任左執法，領辭頌。上《請立諸王表》：
　　受命之主，系天而王，建化垂統，為一代制，雖禮有損益，事有質文，至於崇建懿親，列土封爵，內蕃國朝，外鎮天下，古今同契，其揆一也。周室之興，寵秩子弟，姬姓之國，五十有五，諸王子受國者漸多。光武中興，四海擾攘，眾諸制度未遍，而九子受國，明章即位，男則封王，女為公主，故《詩》曰：「既受帝祉，施于孫子。」陛下踐阼以來十有二載，皇后無號，公主無邑，臣下嘆息，遠近失望。是以屢獻愚懷，依據典禮，庶請具陳，足寤圣心，深辭固拒，不蒙進納，恐天下有識之士，將謂吳臣暗於禮制，不知陛下謙以失之也。加今仰夏，盛德在上，大吳之慶，于是乎始，開國建號，吉莫大焉。唯陛下割謙謙之德，副兆民之望，留神祐許，天下幸甚！
嘉禾元年（232年），遼東公孫淵向東吳稱降，孫權主張接納，輔吳將軍張昭大力反對，孫權大怒，胡綜等幫助他們二人和解。六年（237年），被派去助全琮管理朱桓，但被朱桓懷疑其干擾自己的部署，還差點被殺。
自孫權接手江東後，很多誥文、策封任命文書和致鄰國的書函都是出自胡綜之手。赤烏六年（243年）逝世，享年六十一歲。

## 性格特徵
- 黃龍二年（230年），青州人隱蕃歸附東吳，孫權問胡綜隱蕃才能如何，胡綜說：「蕃上書，大語有似東方朔，巧捷詭辯有似禰衡，而才皆不及。」孫權又問可他當甚麼官職，胡綜說：「未可以治民，且試以都輦小職。」孫權於是任命他為廷尉監，但朱據和郝普則認為隱蕃是能輔佐國家的賢才。後來隱蕃謀叛被殺。
- 胡綜好飲酒，醉酒後大聲歡呼，甚至和身邊的人搏打。孫權因為欣賞他的才學，都不作追究指責。

## 代表作品
《黃龍大牙賦》

乾坤肇立，三才是生。狼弧垂象，實惟兵精。聖人觀法，是效是營。始作器械，爰求厥成。黃、農創代，拓定皇基，上順天心，下息民災。高辛誅共，舜征有苗。啓有甘師，湯有鳴條。周之牧野，漢之垓下。靡不由兵，克定厥緒。明明大吳，實天生德。神武是經，惟皇之極。乃自在昔，黃、虞是祖。越曆五代，繼世在下。應期受命，發迹南土。將恢大繇，革我區夏。乃律天時，制爲神軍。取象太壹，五將三門。疾則如電，遲則如雲。進止有度，約而不煩。四靈既布，黃龍處中。周制日月，實曰太常。桀然特立，六軍所望。仙人在上，鑒觀四方。神實使之，爲國休祥。軍欲轉向，黃龍先移。金鼓不鳴，寂然變施。暗谟若神，可謂秘奇。在昔周室，赤烏銜書。今也大吳，黃龍吐符。合契河洛，動與道俱。天贊人和，佥曰惟休。

## 子女
- 胡沖，胡綜死後繼承都鄉侯爵位，天紀年間為中書令。後來入仕西晉，任尚書郎、吳郡太守。

## 評價
陳壽：是儀、徐詳、胡綜，皆孫權之時干興事業者也。儀清恪貞素，詳數通使命，綜文采才用，各見信任，譬之廣夏，其榱椽之佐乎!

## 延伸阅读
[在维基数据编辑]
 《三國志·卷62》，出自陳壽《三國志》